# Saarijärvi (sjö i Lieksa, Norra Karelen, 63,41 N, 29,96 Ö)
Saarijärvi är en sjö i kommunen Lieksa i landskapet Norra Karelen i Finland. Den är 5,5 meter djup. Arean är 38 hektar och strandlinjen är 5,21 kilometer lång. Sjön  ingår i Vuoksens huvudavrinningsområde.   Den ligger omkring 89 kilometer norr om Joensuu och omkring 440 kilometer nordöst om Helsingfors. 